# Jean Saubert
Jean Saubert, född 1 maj 1942 i Roseburg, Oregon, död 14 maj 2007 i Bigfork, var en amerikansk alpin skidåkare. 
Saubert blev olympisk silvermedaljör i storslalom vid vinterspelen 1964 i Innsbruck.